# Leichtathletik-Asienmeisterschaften 2013
Die 20. Leichtathletik-Asienmeisterschaften wurden vom 3. bis 7. Juli 2013 in Pune, Indien ausgetragen.

## Männer

### 100 m
| Platz | Athlet                    | Land | Zeit (s) |
| ----- | ------------------------- | ---- | -------- |
| 1     | Su Bingtian               | CHN  | 10,17    |
| 2     | Samuel Francis            | QAT  | 10,27    |
| 3     | Barakat al-Harthi         | OMA  | 10,30    |
| 4     | Reza Ghasemi              | IRI  | 10,37    |
| 5     | Fahhad Mohammed al-Subaie | KSA  | 10,48    |
| 6     | Ng Ka Fung                | HKG  | 10,52    |
| 7     | Naoki Tsukahara           | JPN  | 10,54    |
| 8     | Hassan Taftian            | IRI  | 10,54    |

Finale: 4. Juli
Wind: -0,3 m/s

### 200 m
| Platz | Athlet                    | Land | Zeit (s) |
| ----- | ------------------------- | ---- | -------- |
| 1     | Xie Zhenye                | CHN  | 20,87    |
| 2     | Fahhad Mohammed al-Subaie | KSA  | 20,92    |
| 3     | Kei Takase                | JPN  | 20,92    |
| 4     | Reza Ghasemi              | IRI  | 20,98    |
| 5     | Yuichi Kobayashi          | JPN  | 21,02    |
| 6     | Lo Yen-Yao                | TPE  | 21,39    |
| 7     | Liaqat Al                 | PAK  | 21,41    |
|       | Samuel Francis            | QAT  | DNS      |

Finale: 7. Juli
Wind: 0,7 m/s

### 400 m
| Platz | Athlet                   | Land | Zeit (s) |
| ----- | ------------------------ | ---- | -------- |
| 1     | Youssef Masrahi          | KSA  | 45,08    |
| 2     | Ali Khamis Khamis        | BHR  | 45,65    |
| 3     | Yūzō Kanemaru            | JPN  | 45,95    |
| 4     | Musaeb Abdulrahman Balla | QAT  | 46,45    |
| 5     | Kunhu Muhammed           | IND  | 46,61    |
| 6     | Arokia Rajiv             | IND  | 46,63    |
| 7     | Saud Abdul Karim         | UAE  | 47,15    |
|       | Sajjad Hashemi Ahangar   | IRI  | DNS      |

Finale: 4. Juli

### 800 m
| Platz | Athlet                   | Land | Zeit (min) |
| ----- | ------------------------ | ---- | ---------- |
| 1     | Musaeb Abdulrahman Balla | QAT  | 1:46,92    |
| 2     | Abdulaziz Ladan Mohammed | KSA  | 1:47,01    |
| 3     | Belal Mansoor Ali        | BHR  | 1:48,56    |
| 4     | Manjit Singh             | IND  | 1:49,70    |
| 5     | Amir Moradi              | IRI  | 1:50,33    |
| 6     | Yusuf Saad Kamel         | BHR  | 1:50,54    |
| 7     | Masato Yokota            | JPN  | 1:51,96    |
| 8     | Sajad Morad              | IRI  | 1:55,43    |

Finale: 7. Juli

### 1500 m
| Platz | Athlet                  | Land | Zeit (min) |
| ----- | ----------------------- | ---- | ---------- |
| 1     | Emad Hamed Nour         | KSA  | 3:39,51    |
| 2     | Mohamad al-Garni        | QAT  | 3:40,75    |
| 3     | Belal Mansoor Ali       | BHR  | 3:40,96    |
| 4     | Sajjad Moradi           | IRI  | 3:41,60    |
| 5     | Abdullah Obaid al-Salhi | KSA  | 3:48,44    |
| 6     | Sandeep Karan Singh     | IND  | 3:50,41    |
| 7     | Wesam al-Massri         | PLE  | 3:54,35    |
| 8     | Pranjal Gogoi           | IND  | 3:56,01    |

Finale: 5. Juli
Der ursprünglich fünftplatzierte Katarer Hamza Driouch wurde nachträglich wegen eines positiven Dopingtests disqualifiziert.

### 5000 m
| Platz | Athlet               | Land | Zeit (min) |
| ----- | -------------------- | ---- | ---------- |
| 1     | Dejene Regassa       | BHR  | 13:53,25   |
| 2     | Alemu Bekele         | BHR  | 13:57,23   |
| 3     | Emad Hamed Nour      | KSA  | 14:05,88   |
| 4     | Govindan Lakshmanan  | IND  | 14:17,01   |
| 5     | Nitendra Singh Rawat | IND  | 14:19,43   |
| 6     | Satoru Kitamura      | JPN  | 14:22,57   |
| 7     | Mohammed Yunus       | IND  | 14:32,32   |
| 8     | Sanchai Namkhet      | THA  | 15:14,11   |

7. Juli

### 10.000 m
| Platz | Athlet                | Land | Zeit (min) |
| ----- | --------------------- | ---- | ---------- |
| 1     | Alemu Bekele Gebre    | BHR  | 28:47,26   |
| 2     | Bilisuma Shugi        | BHR  | 28:58,67   |
| 3     | Ratiram Saini         | IND  | 29:35,42   |
| 4     | Kheta Ram             | IND  | 29:35,72   |
| 5     | Govindan Lakshmanan   | IND  | 30:46,45   |
| 6     | Emad Mahdi Abdullah   | YEM  | 33:20,85   |
| 7     | Mohammad Yaqout Karim | AFG  | 34:39,91   |

4. Juli

### 110 m Hürden
| Platz | Athlet               | Land | Zeit (s) |
| ----- | -------------------- | ---- | -------- |
| 1     | Jiang Fan            | CHN  | 13,61    |
| 2     | Abdulaziz al-Mandeel | KUW  | 13,78    |
| 3     | Wataru Yazawa        | JPN  | 13,88    |
| 4     | Siddhanth Thingalaya | IND  | 13,89    |
| 5     | Jamras Rittidet      | THA  | 14,07    |
| 6     | Ameer Shaker         | IRQ  | 25,05    |
|       | Park Tae-kyong       | KOR  | DSQ      |
|       | Rami Ibrahim         | IRQ  | DSQ      |

Finale: 5. Juli
Wind: 0,1 m/s

### 400 m Hürden
| Platz | Athlet                    | Land | Zeit (s) |
| ----- | ------------------------- | ---- | -------- |
| 1     | Yasuhiro Fueki            | JPN  | 49,86    |
| 2     | Cheng Wen                 | CHN  | 50,07    |
| 3     | Satinder Singh            | IND  | 50,35    |
| 4     | Yūta Imazeki              | JPN  | 50,36    |
| 5     | Chen Chieh                | TPE  | 50,86    |
| 6     | Gamal Abdelnasir Abubaker | QAT  | 51,69    |
| 7     | Artyom Dyatlov            | UZB  | 52,09    |
|       | Eric Cray                 | PHI  | DNF      |

Finale: 7. Juli

### 3000 m Hindernis
| Platz | Athlet              | Land | Zeit (min) |
| ----- | ------------------- | ---- | ---------- |
| 1     | Tareq Mubarak Taher | BHR  | 8:34,77    |
| 2     | Dejene Regassa      | BHR  | 8:37,40    |
| 3     | Tsuyoshi Takeda     | JPN  | 8:48,48    |
| 4     | Naveen Kumar        | IND  | 8:49,95    |
| 5     | Ahmad Foroud        | IRI  | 8:52,15    |
| 6     | Minato Yamashita    | JPN  | 9:00,17    |
| 7     | Jaiveer Singh       | IND  | 9:02,11    |
| 8     | Chou Ting-Yin       | TPE  | 9:09,93    |

5. Juli

### 4 × 100 m Staffel
| Platz | Land                | Athleten                                                | Zeit (s) |
| ----- | ------------------- | ------------------------------------------------------- | -------- |
| 1     | Hongkong            | Tang Yik Chun Ng Ka Fung Lai Chun Ho Tsui Chi Ho        | 38,94    |
| 2     | Japan               | Kazuma Ōseto Sōta Kawatsura Kei Takase Yuichi Kobayashi | 39,11    |
| 3     | Volksrepublik China | Guo Fan Su Bingtian Xie Zhenye Chen Qiang               | 39,17    |
| 4     | Südkorea            | Oh Kyong-soo Yoo Min-woo Cho Kyu-won Kim Kuk-young      | 39,18    |
| 5     | Chinesisch Taipeh   | Wang Wen-tang Pan Po-yu Liu Yuan-kai Yi Wei-chen        | 39,52    |
| 6     | Macau               | Pao Hin Fong Lam Kin Hang Yang Zi Xian Chan Kin Fong    | 41,87    |
|       | Oman                |                                                         | DNF      |
|       | Bahrain             |                                                         | DSQ      |

Finale: 6. Juli

### 4 × 400 m Staffel
| Platz | Land          | Athleten                                                                                     | Zeit (min) |
| ----- | ------------- | -------------------------------------------------------------------------------------------- | ---------- |
| 1     | Saudi-Arabien | Ismail al-Sabiani Mohammed al-Salhi Mohammed Ali al-Bishi Youssef Masrahi                    | 3:02,53 CR |
| 2     | Japan         | Yūsuke Ishitsuka Kazuya Watanabe Yūzō Kanemaru Hideyuki Hirose                               | 3:04,46    |
| 3     | Sri Lanka     | Chanaka Dulan Priyashantha Kasun Kalhar Senevirathne Dilhan Aloka Anjana Madushan Gunarathna | 3:04,46    |
| 4     | Indien        | Davinder Singh Kunhu Muhammed Sachin Roby Arokia Rajiv                                       | 3:06,01    |
| 5     | Philippinen   | Bano Junrey Julius Felicisimo Jr. Edgardo Alejan Archand Bagsit                              | 3:10,86    |
| 6     | Thailand      | Arnon Jaiaree Thanakorn Namee Treenate Krittanukulwong Saharat Sammayan                      | 3:14,08    |
| 7     | Hongkong      | Leung King Hung Choi Ho Sing Chan Ka Chun Chan Yan Lam                                       | 3:14,34    |
| 8     | Malediven     |                                                                                              | DNS        |

7. Juli

### Hochsprung
| Platz     | Athlet              | Land | Höhe (m) |
| --------- | ------------------- | ---- | -------- |
| 1         | Bi Xiaoliang        | CHN  | 2,21     |
| 2         | Jithin Thomas       | IND  | 2,21     |
| 2         | Keyvan Ghanbarzadeh | IRI  | 2,21     |
| 4         | Hiromi Takahari     | JPN  | 2,21     |
| 5         | Majd Eddin Ghazal   | SYR  | 2,21     |
| Wang Chen | CHN                 | 2,21 |          |
| 7         | Takashi Etō         | JPN  | 2,18     |
| 8         | Manjula Kumara      | SRI  | 2,18     |

7. Juli

### Stabhochsprung
| Platz | Athlet               | Land | Höche (m) |
| ----- | -------------------- | ---- | --------- |
| 1     | Xue Changrui         | CHN  | 5,60      |
| 2     | Lu Yao               | CHN  | 5,20      |
| 3     | Jin Min-sub          | KOR  | 5,20      |
| 4     | Baurzhan Serikbayev  | KAZ  | 5,20      |
| 5     | Ryō Tanaka           | JPN  | 5,10      |
| 6     | Hsieh Chia-Han       | TPE  | 5,10      |
| 7     | Kreeta Sintawacheewa | THA  | 4,90      |
| 8     | Balakrishna P.       | IND  | 4,90      |

Finale: 7. Juli

### Weitsprung
| Platz | Athlet               | Land | Weite (m) |
| ----- | -------------------- | ---- | --------- |
| 1     | Wang Jianan          | CHN  | 7,95      |
| 2     | Kumaravel Premkumar  | IND  | 7,92      |
| 3     | Tang Gongchen        | CHN  | 7,89 w    |
| 4     | Mohammad Arzandeh    | IRI  | 7,76      |
| 5     | Shinichiro Shimono   | JPN  | 7,71      |
| 6     | Ahmed Fayez Marzouk  | KSA  | 7,58      |
| 7     | Supanara Sukhasvasti | THA  | 7,52      |
| 8     | Andrey Reznichenko   | UZB  | 7,45      |

Finale: 5. Juli

### Dreisprung
| Platz | Athlet               | Land | Weite (m) |
| ----- | -------------------- | ---- | --------- |
| 1     | Cao Shuo             | CHN  | 16,77     |
| 2     | Renjith Maheswary    | IND  | 16,76 w   |
| 3     | Arpinder Singh       | IND  | 16,58     |
| 4     | Roman Walijew        | KAZ  | 16,55     |
| 5     | Rashid al-Mannai     | QAT  | 15,98     |
| 6     | Mohammed Salahuddin  | IND  | 15,71     |
| 7     | Mohamed Al-Shabi     | BHR  | 15,58     |
| 8     | Chamara Nuwan Gamage | SRI  | 15,31     |

Finale: 7. Juli

### Kugelstoßen
| Platz | Athlet                   | Land | Weite (m) |
| ----- | ------------------------ | ---- | --------- |
| 1     | Sultan al-Habashi        | KSA  | 19,68     |
| 2     | Chang Ming-huang         | TPE  | 19,61     |
| 3     | Om Prakash Singh Karhana | IND  | 19,45     |
| 4     | Inderjeet Singh          | IND  | 19,31     |
| 5     | Wang Guangfu             | CHN  | 18,94     |
| 6     | Sergey Dementew          | UZB  | 18,59     |
| 7     | Iwan Iwanow              | KAZ  | 18,34     |
| 8     | Satyendra Singh          | IND  | 18,01     |

3. Juli

### Diskuswurf
| Platz | Athlet                    | Land | Weite (m) |
| ----- | ------------------------- | ---- | --------- |
| 1     | Vikas Gowda               | IND  | 64,90     |
| 2     | Mohammad Samimi           | IRI  | 61,93     |
| 3     | Ahmed Mohamed Dheeb       | QAT  | 60,82     |
| 4     | Mahmoud Samimi            | IRI  | 60,24     |
| 5     | Musaeb al-Momani          | JOR  | 60,21     |
| 6     | Sultan Mubarak al-Dawoodi | KSA  | 60,05     |
| 7     | Rashid Shafi al-Dosari    | QAT  | 58,66     |
| 8     | Essa Mohamed al-Zankawi   | KUW  | 56,96     |

4. Juli

### Hammerwurf
| Platz | Athlet                 | Land | Weite (m) |
| ----- | ---------------------- | ---- | --------- |
| 1     | Ali Mohamed al-Zankawi | KUW  | 74,70     |
| 2     | Qi Dakai               | CHN  | 74,19 PB  |
| 3     | Lee Yoon-chul          | KOR  | 72,98 NR  |
| 4     | Kaveh Mousavi          | IRI  | 71,43     |
| 5     | Hiroshi Noguchi        | JPN  | 68,99     |
| 6     | Reza Moghaddam         | IRI  | 68,61     |
| 7     | Chandrodaya Singh      | IND  | 67,42     |
| 8     | Lam Wai                | HKG  | 63,87     |

6. Juli
Im Jahr 2021 wurde dem ursprünglich siegreichen Tadschiken Dilschod Nasarow die Goldmedaille wegen des Dopingverstoßes aberkannt und dem Kuwaiter Ali Mohamed al-Zankawi zugesprochen.

### Speerwurf
| Platz | Athlet              | Land | Weite (m) |
| ----- | ------------------- | ---- | --------- |
| 1     | Ivan Zaysev         | UZB  | 79,76     |
| 2     | Sachith Maduranga   | SRI  | 79,62 NR  |
| 3     | Samarjeet Singh     | IND  | 75,03     |
| 4     | Krishan Kumar Patel | IND  | 73,36     |
| 5     | Kim Ye-Ram          | KOR  | 72,81     |
| 6     | Bobur Shokirjonow   | UZB  | 72,64     |
| 7     | Rajender Singh      | IND  | 71,82     |
| 8     | Chung Cheng-hung    | TPE  | 71,54     |

5. Juli

### Zehnkampf
| Platz | Athlet            | Land | Punkte  |
| ----- | ----------------- | ---- | ------- |
| 1     | Dmitri Karpow     | KAZ  | 8037 CR |
| 2     | Akihiko Nakamura  | JPN  | 7620    |
| 3     | Leonid Andreew    | UZB  | 7383    |
| 4     | Abdoljalil Toomaj | IRI  | 7290    |
| 5     | Daya Ram          | IND  | 6705    |
| 6     | Dileep Kumar      | IND  | 6544    |
| 7     | Jesson Ramil Cid  | PHI  | 6433    |
| 8     | Khalaf Al-Mala    | SYR  | 6180    |

3./4. Juli

## Frauen

### 100 m
| Platz | Athletin               | Land | Zeit (s) |
| ----- | ---------------------- | ---- | -------- |
| 1     | Wei Yongli             | CHN  | 11,29 PB |
| 2     | Chisato Fukushima      | JPN  | 11,53    |
| 3     | Tao Yujia              | CHN  | 11,63    |
| 4     | Mayumi Watanabe        | JPN  | 11,67    |
| 5     | Swetlana Iwantschukowa | KAZ  | 11,73    |
| 6     | Orranut Klomdee        | THA  | 11,76    |
| 7     | Chandra Chathuran      | SRI  | 11,91    |
|       | Shelly Komalam         | MYS  | DSQ      |

Finale: 4. Juli
Wind: -0,3 m/s

### 200 m
| Platz | Athletin                | Land | Zeit (s) |
| ----- | ----------------------- | ---- | -------- |
| 1     | Wiktorija Sjabkina      | KAZ  | 23,62    |
| 2     | Asha Roy                | IND  | 23,71    |
| 3     | Dutee Chand             | IND  | 23,81    |
| 4     | Chisato Fukushima       | JPN  | 23,81    |
| 5     | Maryam Tousi            | IRI  | 23,83    |
| 6     | Dana Hussein Abdulrazak | IRQ  | 24,12    |
| 7     | Srabani Nanda           | IND  | 24,38    |
| 8     | Sujani Buddika          | SRI  | 24,41    |

Finale: 7. Juli
Wind: -0,6 m/s

### 400 m
| Platz | Athletin            | Land | Zeit (s) |
| ----- | ------------------- | ---- | -------- |
| 1     | Zhao Yanmin         | CHN  | 52,49    |
| 2     | M. R. Poovamma      | IND  | 53,37    |
| 3     | Gretta Taslakian    | LBN  | 53,43 NR |
| 4     | Anu Mariam Jose     | IND  | 53,49    |
| 5     | Cheng Chong         | CHN  | 54,25    |
| 6     | Yuliya Rakhmanowa   | KAZ  | 54,34    |
| 7     | Nirmala Sheoran     | IND  | 55,40    |
| 8     | Chandrika Rasnayake | SRI  | 56,88    |

Finale: 4. Juli

### 800 m
| Platz | Athletin             | Land | Zeit (min) |
| ----- | -------------------- | ---- | ---------- |
| 1     | Wang Chunyu          | CHN  | 2:02,47    |
| 2     | Genzeb Shumi         | BHR  | 2:04,16    |
| 3     | Tintu Lukka          | IND  | 2:04,48    |
| 4     | Nimali Liyanarachchi | SRI  | 2:05,87    |
| 5     | Do Thi Thao          | VIE  | 2:06,31    |
| 6     | Sushma Devi          | IND  | 2:06,87    |
| 7     | Marimuthu Gomathy    | IND  | 2:10,74    |
| 8     | Gulschanoi Satarowa  | KGZ  | 2:12,86    |

Finale: 7. Juli

### 1500 m
| Platz | Athletin            | Land | Zeit (min) |
| ----- | ------------------- | ---- | ---------- |
| 1     | Betlhem Desalegn    | VAE  | 4:13,67    |
| 2     | Mimi Belete         | BHR  | 4:14,04    |
| 3     | Ayako Jinnouchi     | JPN  | 4:16,73    |
| 4     | Sini Markose        | IND  | 4:17,14    |
| 5     | Jaisha Orchatteri   | IND  | 4:20,11    |
| 6     | Jhuma Khatun        | IND  | 4:22,52    |
| 7     | Gulschanoi Satarowa | KGZ  | 4:23,26    |
| 8     | Irina Moroz         | UZB  | 4:24,30    |

5. Juli

### 5000 m
| Platz | Athletin            | Land | Zeit (s)    |
| ----- | ------------------- | ---- | ----------- |
| 1     | Betlhem Desalegn    | VAE  | 15:12,84 CR |
| 2     | Shitaye Eshete      | BHR  | 15:22,17    |
| 3     | Tejitu Daba         | BHR  | 15:38,63    |
| 4     | Alia Saeed Mohammed | VAE  | 15:45,55    |
| 5     | Shiho Takechi       | JPN  | 16:01,29    |
| 6     | Gulzhanet Zhanatbek | KAZ  | 16:16,07    |
| 7     | Preeja Sreedharan   | IND  | 16:29,64    |
| 8     | O. P. Jaisha        | IND  | 16:35,47    |

7. Juli

### 10.000 m
| Platz | Athletin            | Land | Zeit (s)    |
| ----- | ------------------- | ---- | ----------- |
| 1     | Shitaye Eshete      | BHR  | 32:17,29 CR |
| 2     | Alia Saeed Mohammed | VAE  | 32:39,39    |
| 3     | Ayumi Hagiwara      | JPN  | 32:47,44    |
| 4     | Preeja Sreedharan   | IND  | 33:41,97    |
| 5     | Sitora Hamidova     | UZB  | 33:59,87    |
| 6     | Gulzhanet Zhanatbek | KAZ  | 34:13,81    |
| 7     | Suriya Loganathan   | IND  | 34:43,62    |
| 8     | Monika Athare       | IND  | 34:44,38    |

3. Juli

### 100 m Hürden
| Platz | Athletin              | Land | Zeit (s) |
| ----- | --------------------- | ---- | -------- |
| 1     | Ayako Kimura          | JPN  | 13,25    |
| 2     | Anastassija Soprunowa | KAZ  | 13,44    |
| 3     | Jayapal Hemasree      | IND  | 14,01    |
| 4     | Gayathri Govindaraj   | IND  | 14,07    |
|       | Anastassija Pilipenko | KAZ  | DSQ      |
|       | Hitomi Shimura        | JPN  | DSQ      |
|       | Wang Dou              | CHN  | DNF      |
|       | Emilia Nova           | INA  | DNS      |

Finale: 5. Juli
Wind: -0,5 m/s

### 400 m Hürden
| Platz | Athletin          | Land | Zeit (s) |
| ----- | ----------------- | ---- | -------- |
| 1     | Satomi Kubokura   | JPN  | 56,82    |
| 2     | Manami Kira       | JPN  | 57,78    |
| 3     | Jo Eun-ju         | KOR  | 58,21    |
| 4     | Christine Merrill | SRI  | 59,72    |
| 5     | Nguyễn Thị Huyền  | VIE  | 61,68    |
| 6     | Elavarasi Rajan   | IND  | 64,12    |
|       | Tatyana Azarowa   | KAZ  | DNS      |
|       | Anu R.            | IND  | DNS      |

Finale: 7. Juli

### 3000 m Hindernis
| Platz | Athlet                  | Land | Zeit (min)  |
| ----- | ----------------------- | ---- | ----------- |
| 1     | Ruth Jebet              | BHR  | 09:40,84 CR |
| 2     | Sudha Singh             | IND  | 09:56,27    |
| 3     | Pak Kum Hyang           | PRK  | 10:09,80    |
| 4     | Yoshika Arai            | JPN  | 10:11,36    |
| 5     | Eranga Rashila Dulakshi | SRI  | 10:18,39    |
| 7     | Misato Horie            | JPN  | 10:24,55    |
| 6     | Kiran Tiwari            | IND  | 10:48,02    |
| 8     | Chen Chao-Chun          | TPE  | 10:53,08    |

5. Juli

### 4 × 100 m Staffel
| Platz | Land                | Athletinnen                                                               | Zeit (s) |
| ----- | ------------------- | ------------------------------------------------------------------------- | -------- |
| 1     | Volksrepublik China | Tao Yujia Lin Huijun Li Manyuan Wei Yongli                                | 44,01    |
| 2     | Japan               | Saori Kitakaze Mayumi Watanabe Chisato Fukushima Anna Fujimori            | 44,38    |
| 3     | Thailand            | Phatsorn Jaksuninkorn Tassaporn Wannakit Orranut Klomdee Jintara Seangdee | 44,44    |
| 4     | Indien              | S. Sini Srabani Nanda Merlin Joseph Asha Roy                              | 45,03    |
| 5     | Hongkong            | Hui Man Ling Fong Yee Pui Leung Hau Sze Lam On Ki                         | 46,28    |

6. Juli

### 4 × 400 m Staffel
| Platz | Land                | Athletinnen                                                                 | Zeit (min) |
| ----- | ------------------- | --------------------------------------------------------------------------- | ---------- |
| 1     | Indien              | Nirmala Sheoran Tintu Lukka Anu Mariam Jose M. R. Poovamma                  | 3:32,26    |
| 2     | Volksrepublik China | Chen Lin Cheng Chong Geng Qingyu Zhao Yanmin                                | 3:35,31    |
| 3     | Japan               | Asami Chiba Sayaka Aoki Satomi Kubokura Manami Kira                         | 3:35,72    |
| 4     | Kasachstan          | Julija Rachmanowa Wiktorija Sjabkina Olga Andrejewa Jekaterina Jermak       | 3:36,09    |
| 5     | Sri Lanka           | Christine Merrill Upamalika Rathnakumari U.G. Sandamali Chandrika Rasnayake | 3:39,54    |
|       | Bahrain             |                                                                             | DNS        |

Finale: 7. Juli

### Hochsprung
| Platz | Athletin          | Land | Höhe (m) |
| ----- | ----------------- | ---- | -------- |
| 1     | Nadiya Dusanova   | UZB  | 1,90     |
| 2     | Svetlana Radzivil | UZB  | 1,88     |
| 3     | Marina Aitowa     | KAZ  | 1,88     |
| 4     | Sahana Kumari     | IND  | 1,86     |
| 5     | Miyuki Fukumoto   | JPN  | 1,86     |
| 6     | Chen Yanjun       | CHN  | 1,86     |
| 7     | Shen Xin          | CHN  | 1,81     |
| 8     | Wanida Boonwan    | THA  | 1,81     |

4. Juli

### Stabhochsprung
| Platz | Athletin             | Land | Höhe (m) |
| ----- | -------------------- | ---- | -------- |
| 1     | Li Ling              | CHN  | 4,54 CR  |
| 2     | Ren Mengqian         | CHN  | 4,40     |
| 3     | Sukanya Chomchuendee | THA  | 4,15 NR  |
| 4     | Lim Eun-ji           | KOR  | 4,10     |
| 4     | Olga Lapina          | KAZ  | 4,10     |
| 6     | Kanae Tatsuta        | JPN  | 4,00     |
| 7     | Megumi Nakadas       | JPN  | 4,00     |
| 8     | Khyati Vakharia      | IND  | 3,90     |

6. Juli

### Weitsprung
| Platz | Athletin              | Land | Weite (m) |
| ----- | --------------------- | ---- | --------- |
| 1     | Sachiko Masumi        | JPN  | 6,55      |
| 2     | Anastasiya Juravlyeva | UZB  | 6,36      |
| 3     | Mayookha Johny        | IND  | 6,30      |
| 4     | Saeko Okayama         | IND  | 6,27      |
| 5     | Darya Reznichenko     | UZB  | 6,24      |
| 6     | Maliakhal Prajusha    | IND  | 6,12      |
| 7     | Jung Soon-ok          | KOR  | 6,02 w    |
| 8     | Wang Wupin            | CHN  | 6,01      |

3. Juli

### Dreisprung
| Platz | Athletin              | Land | Weite (m) |
| ----- | --------------------- | ---- | --------- |
| 1     | Anastasiya Juravlyeva | UZB  | 14,18     |
| 2     | Aleksandra Kotlyarova | UZB  | 13,89     |
| 3     | Irina Ektowa          | KAZ  | 13,75     |
| 4     | Li Xiaohong           | CHN  | 13,57     |
| 5     | Tran Hue Hoa          | VIE  | 13,28     |
| 6     | Lyudmila Grankowskaya | KAZ  | 12,96     |
| 7     | Amitha Baby           | IND  | 12,57     |
| 8     | Keshari Chaudhari     | NPL  | 11,56     |

5. Juli

### Kugelstoßen
| Platz | Athletin         | Land | Weite (m) |
| ----- | ---------------- | ---- | --------- |
| 1     | Liu Xiangrong    | CHN  | 18,67     |
| 2     | Leila Rajabi     | IRI  | 18,18 NR  |
| 3     | Gao Yang         | CHN  | 17,76     |
| 4     | Lee Mi-young     | KOR  | 16,74     |
| 5     | Safiya Burxonova | UZB  | 16,49     |
| 6     | Lin Chia-ying    | TPE  | 16,47     |
| 7     | Yukiko Shirai    | JPN  | 14,78     |
| 8     | Neha Singh       | IND  | 13,73     |

6. Juli

### Diskuswurf
| Platz | Athletin           | Land | Weite (m) |
| ----- | ------------------ | ---- | --------- |
| 1     | Su Xinyue          | CHN  | 55,88     |
| 2     | Jiang Fengjing     | CHN  | 55,70     |
| 3     | Li Tsai-Yi         | TPE  | 55,32     |
| 4     | Krishna Poonia     | IND  | 55,01     |
| 5     | Seema Antil        | IND  | 52,58     |
| 6     | Kim Min            | KOR  | 49,22     |
| 7     | Navjeet Dhillon    | IND  | 49,22     |
| 8     | Marija Teluschkina | KAZ  | 42,89     |

3. Juli

### Hammerwurf
| Platz | Athletin           | Land | Weite (m) |
| ----- | ------------------ | ---- | --------- |
| 1     | Wang Zheng         | CHN  | 72,78 CR  |
| 2     | Liu Tingting       | CHN  | 67,16     |
| 3     | Masumi Aya         | JPN  | 63,41     |
| 4     | Kang Na-ru         | KOR  | 61,70     |
| 5     | Manju Bala         | IND  | 58,02     |
| 6     | Gunjan Singh       | IND  | 55,05     |
| 7     | Diana Nussupbekowa | KAZ  | 54,28     |
| 8     | Loralie Sermona    | PHI  | 50,55     |

5. Juli

### Speerwurf
| Platz | Athletin        | Land | Weite (m) |
| ----- | --------------- | ---- | --------- |
| 1     | Li Lingwei      | CHN  | 60,65 CR  |
| 2     | Nadeeka Lakmali | SRI  | 60,16 NR  |
| 3     | Risa Miyashita  | JPN  | 55,30     |
| 4     | Seo Hae-An      | KOR  | 53,87     |
| 5     | Zhang Li        | CHN  | 53,85     |
| 6     | Kiho Kuze       | JPN  | 53,41     |
| 7     | Annu Rani       | IND  | 52,29     |
| 8     | Dilhani Lekamge | SRI  | 50,98     |

7. Juli

### Siebenkampf
| Platz | Athletin            | Land | Punkte |
| ----- | ------------------- | ---- | ------ |
| 1     | Wassana Winatho     | THA  | 5818   |
| 2     | Yekaterina Voronina | UZB  | 5599   |
| 3     | Chie Kiriyama       | JPN  | 5451   |
| 4     | Fumie Takehara      | JPN  | 5401   |
| 5     | Susmita Singha Roy  | IND  | 5328   |
| 6     | Navpreet Kaur       | IND  | 5217   |
| 7     | Liksy Joseph        | IND  | 4989   |
| 8     | Chu Chia-ling       | TPE  | 4956   |

5./6. Juli

## Medaillenspiegel
| Medaillenspiegel | Medaillenspiegel             | Medaillenspiegel | Medaillenspiegel | Medaillenspiegel | Medaillenspiegel |
| Platz            | Land                         | Gold             | Silber           | Bronze           | Gesamt           |
| ---------------- | ---------------------------- | ---------------- | ---------------- | ---------------- | ---------------- |
| 01               | Volksrepublik China          | 16               | 6                | 5                | 27               |
| 02               | Bahrain                      | 5                | 7                | 3                | 15               |
| 03               | Japan                        | 4                | 6                | 10               | 20               |
| 04               | Saudi-Arabien                | 4                | 2                | 1                | 7                |
| 05               | Usbekistan                   | 3                | 4                | 1                | 8                |
| 06               | Indien                       | 2                | 6                | 9                | 17               |
| 07               | Kasachstan                   | 2                | 1                | 2                | 5                |
| 08               | Vereinigte Arabische Emirate | 2                | 1                | 0                | 3                |
| 09               | Katar                        | 1                | 2                | 1                | 4                |
| 10               | Thailand                     | 1                | 0                | 2                | 3                |
| 11               | Hongkong                     | 1                | 0                | 0                | 1                |
| 11               | Tadschikistan                | 1                | 0                | 0                | 1                |
| 13               | Iran                         | 0                | 3                | 0                | 3                |
| 14               | Sri Lanka                    | 0                | 2                | 1                | 3                |
| 15               | Kuwait                       | 0                | 2                | 0                | 2                |
| 16               | Chinesisch Taipeh            | 0                | 1                | 1                | 2                |
| 17               | Südkorea                     | 0                | 0                | 2                | 2                |
| 18               | Libanon                      | 0                | 0                | 1                | 1                |
| 18               | Oman                         | 0                | 0                | 1                | 1                |
| 18               | Nordkorea                    | 0                | 0                | 1                | 1                |
| Gesamt           | Gesamt                       | 42               | 43               | 41               | 126              |